# Can Roig (Camprodon)
Can Roig és un edifici modernista del municipi de Camprodon (Ripollès) inclòs en l'Inventari del Patrimoni Arquitectònic de Catalunya. Està situat al carrer Freixenet número 21 en una finca de 1.150 m², a la sortida del poble en direcció Molló, just abans de travessar el riu Ritort.

## Descripció
L'autoria de l'edifici és a vegades discutida atès que es creu que hi va intervenir Puig i Cadafalch; la torre de Can Roig és similar a la de la Casa Llorach de Barcelona, construïda però per en Puig dos anys més tard. Fou la residència del doctor Emerencià Roig i Bofill, cunyat del famós doctor Bartomeu Robert i Yarzábal i amic de nombrosos artistes i arquitectes de l'època, que consta que havien, com a mínim, visitat la casa i coneixien o eren amics del propietari. La casa ha estat en ruïnes molts anys i en la reconstrucció se n'han conservat els murs i la major part de paraments verticals interiors, així com part de la coberta i els forjats. Les escales estaven en bon estat.
L'edifici està situat en una finca de 1.150 m² i té una superfície construïda total de 780,52 m² distribuïda en quatre plantes. La planta semi-soterrani té 197,24 m2; la planta baixa, 202,24 m2; la planta primera, 202,24 m² i la planta segona, 178,80 m².

## Història

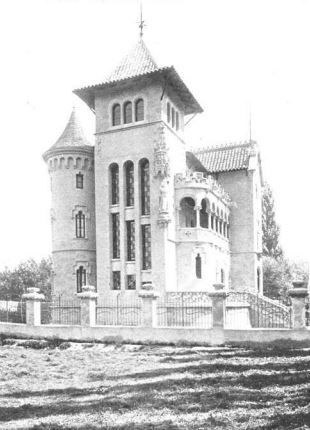
1903

Va ser construït com a segona residència del Dr. Roig, cunyat del Dr. Bartomeu Robert i Yarzábal durant els anys 1900-1901. L'arquitecte va ser Simó Cordomí i Carrera, que va dissenyar un edifici amb elements neogòtics i amb façanes arrebossades amb elements de pedra natural i artificial. Presenta una torre quadrada principal amb un gran rellotge de sol.
L'edifici es va fer servir com a hospital de campanya al final de la guerra del 1936-39, i va ser abandonat en acabar el conflicte. Als anys 70 va canviar de propietari però tampoc no es va fer res per aturar la degradació de l'edifici.
La porta principal de l'edifici, d'un gòtic molt ornamentat i que avui està desapareguda, estava coberta per una mena de loggia d'arcades romàniques coronades per merlets. Encara es pot veure algun element de la rica decoració exterior amb escultures de pedra. A l'interior, en estat ruïnós, destaquen el vestíbul, l'escala amb barana de fusta calada, i un gran saló amb decoració escultòrica gòtica mutilada i una gran llar de foc.

## Restauració
La casa estava abandonada, gairebé en runes. Tot i els diferents intents de restauració no va ser fins a l'any 2012, en què el consistori va ordenar al propietari que realitzés uns treballs de consolidació per evitar que “l'edifici entrés en un estat irreversible”. El febrer de 2014 l'Ajuntament de Camprodon va aprovar una modificació en el Pla Urbanístic que permet al propietari dedicar l'espai a un hotel o pisos tutelats a canvi de la rehabilitació de l'edifici.
En el Ple del mes de març de 2022 es va aprovar un conveni, que implica la llicència d'obres, per a que la propietat hi pugui actuar; l'edifici ha ser equipament i, per tant, no s'hi poden fer pisos.
El primer d'abril de 2023 es va inaugurar la rehabilitació de la casa.

## Galeria

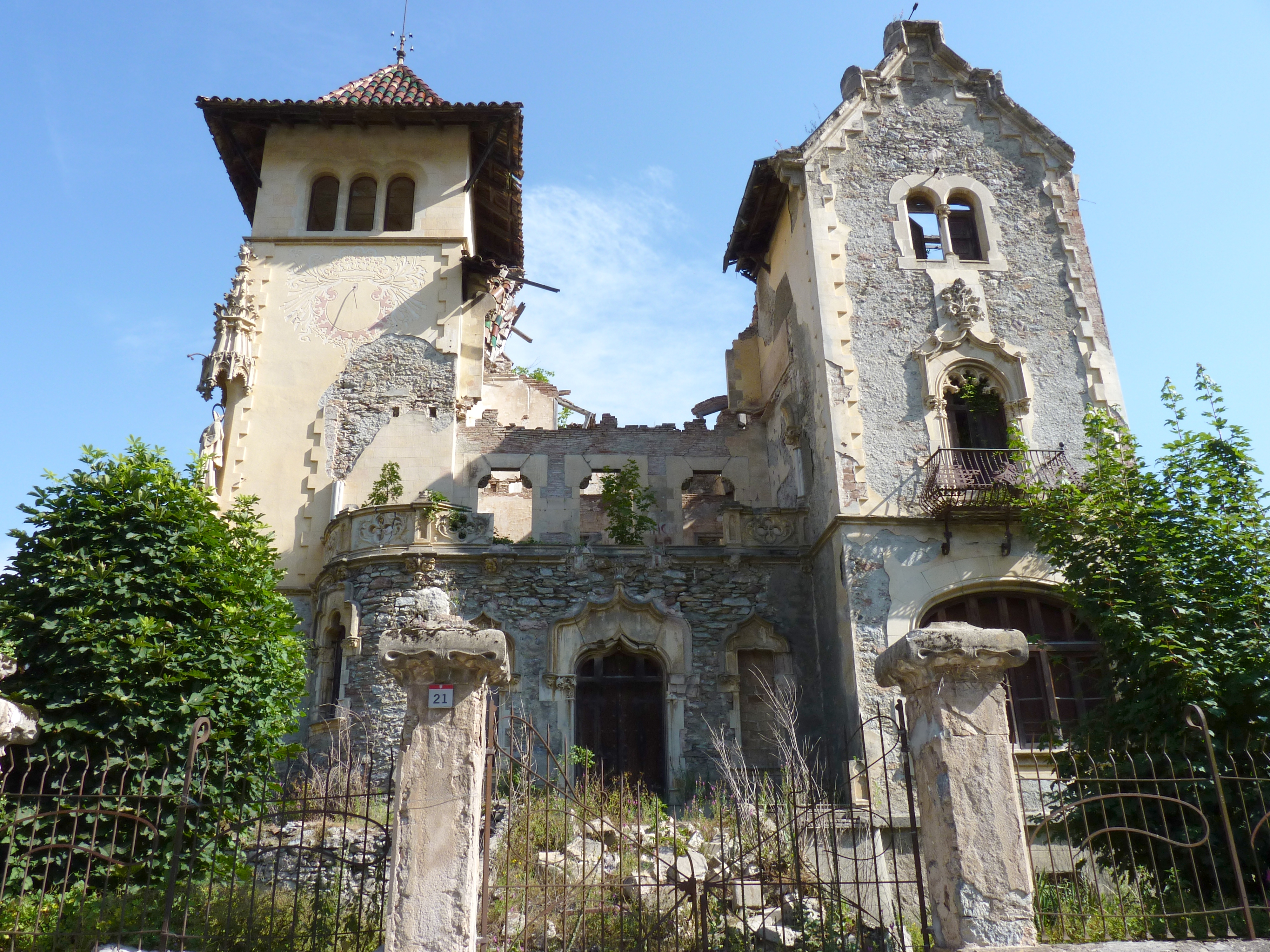
Any 2010
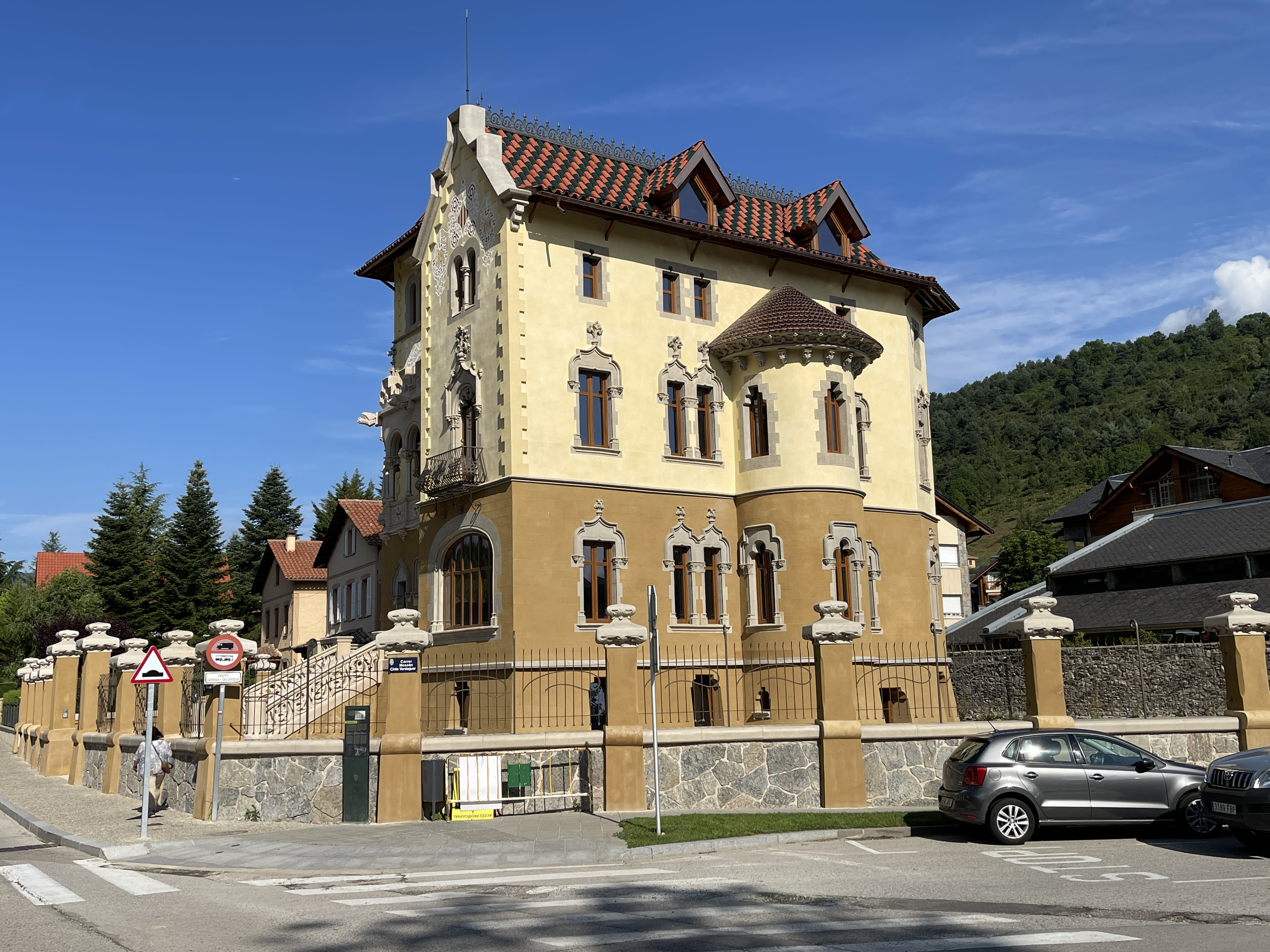
Des del pont sobre el Ritort, 2024
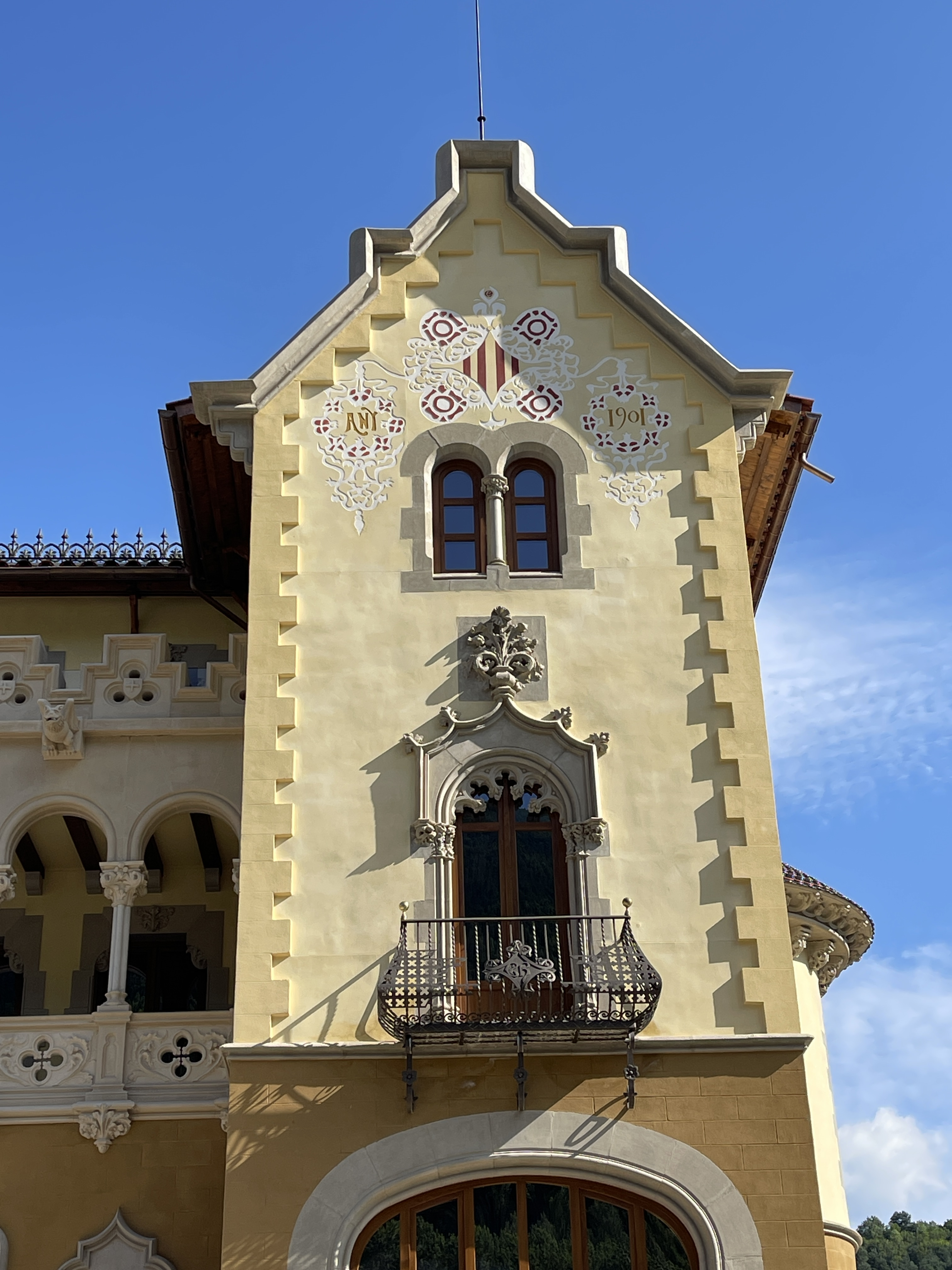
Detall façana, 2024
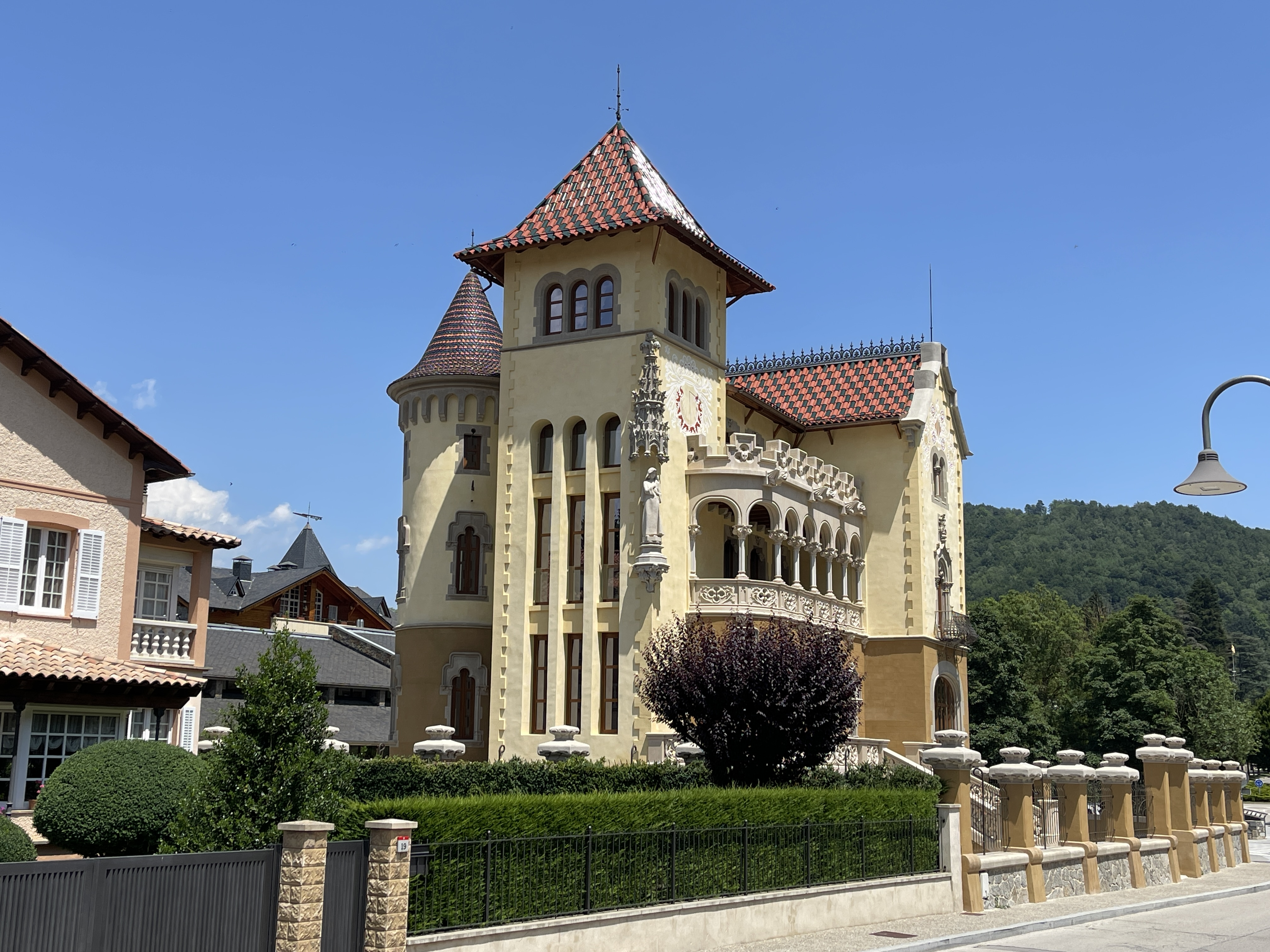
Des del carrer de Freixenet, 2024